# 和気町立和気中学校
和気町立和気中学校（わけちょうりつ わけちゅうがっこう）は、岡山県和気郡和気町泉にある公立中学校。

## 沿革
- 1947年（昭和22年） - 和気町立和気中学校として開校。
- 1962年（昭和37年） - 金剛中学校・日笠中学校を統合。
- 1966年（昭和41年） - 新校舎が落成。

## 部活動
- バレーボール部
- バスケットボール部
- 剣道部
- 柔道部
- 陸上競技部
- ソフトテニス部
- 卓球部
- 野球部
- サッカー部
- 吹奏楽部
- 創作部

## 通学区域が隣接している学校
- 和気町立佐伯中学校
- 赤磐市立磐梨中学校
- 備前市立備前中学校
- 備前市立伊里中学校
- 備前市立吉永中学校
- 美作市立英田中学校